# ذو الفقار علي بهتي
ذو الفقار علي بهتي (بالإنجليزية: Zulfiqar Ali Bhatti)‏ (1 أكتوبر 1963 في سرغودها - ) سياسي، وعامل اجتماعي من باكستان. ينتمي إلى الرابطة الإسلامية الباكستانية. تولى منصب عضو الدورة ال 14 في الجمعية الوطنية في باكستان (منذ 1 يونيو 2013)، وعضو الدورة ال 15 في الجمعية الوطنية في باكستان.